# Mirzec (gmina)
Mirzec – gmina wiejska w województwie świętokrzyskim, w powiecie starachowickim. W latach 1975–1998 gmina położona była w województwie kieleckim.
Siedziba gminy to Mirzec.
Według danych z 30 czerwca 2004 gminę zamieszkiwało 8430 osób.

## Struktura powierzchni
Według danych z roku 2002 gmina Mirzec ma obszar 110,98 km², w tym:
- użytki rolne: 53%
- użytki leśne: 42%

Gmina stanowi 21,21% powierzchni powiatu.

## Demografia

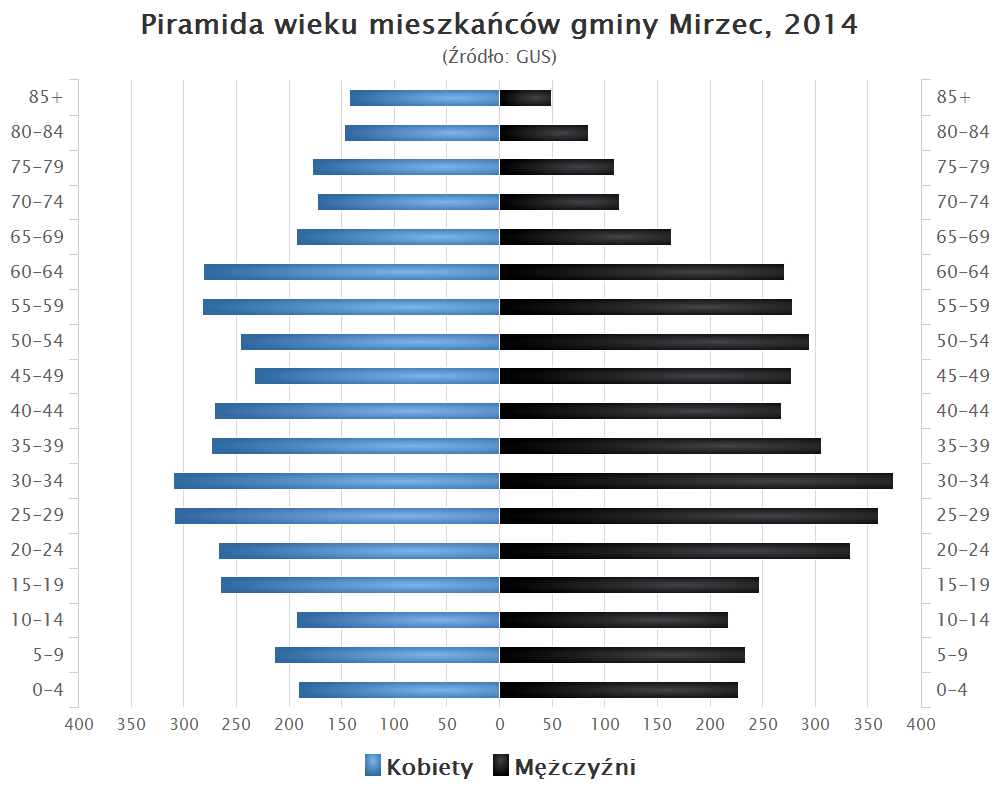
Piramida wieku mieszkańców gminy Mirzec w 2014 roku

| Opis                              | Ogółem | Ogółem | Kobiety | Kobiety | Mężczyźni | Mężczyźni |
| --------------------------------- | ------ | ------ | ------- | ------- | --------- | --------- |
| jednostka                         | osób   | %      | osób    | %       | osób      | %         |
| populacja                         | 8430   | 100    | 4229    | 50,2    | 4201      | 49,8      |
| gęstość zaludnienia (mieszk./km²) | 76     | 76     | 38,1    | 38,1    | 37,9      | 37,9      |

| Opis                              | Ogółem | Ogółem | Kobiety | Kobiety | Mężczyźni | Mężczyźni |
| --------------------------------- | ------ | ------ | ------- | ------- | --------- | --------- |
| jednostka                         | osób   | %      | osób    | %       | osób      | %         |
| populacja                         | 8442   | 100    | 4241    | 50,2    | 4201      | 49,8      |
| gęstość zaludnienia (mieszk./km²) | 76     | 76     | 38,1    | 38,1    | 37,9      | 37,9      |

## Historia
- 1885 – Gmina Mirzec ma 2872 mieszkańców, 535 domów, 1267 mórg ziemi dworskiej. W gminie znajdowała się także kopalnia rudy żelaza. W skład gminy wchodziły wówczas wsie: Borki, Czerwona, Dziewiętnki, Gadka, Korzonek, Kowalików, Krupów, Krzewa, Malcówki, Mirzec, Osiny, Ostrożanka, Trębowiec, Tychów i Tychowskie Niwy.
- 30 grudnia 1994 r.[6] – miejscowości: Skarżysko Kościelne, Grzybowa Góra, Lipowe Pole Skarbowe, Lipowe Pole Plebańskie, Świerczek, Jagodne odłączają się i tworzą nową (reaktywowaną) gminę Skarżysko Kościelne
- 1 stycznia 1997 r.[7] – przyłączenie miejscowości Jagodne z gminy Skarżysko Kościelne

## Sołectwa
Gadka, Jagodne, Małyszyn, Mirzec I, II, Osiny, Ostrożanka, Trębowiec, Tychów Nowy i Tychów Stary.
Wsie bez statusu sołectwa: Krzewa, Małyszyn Dolny, Osiny-Majorat, Osiny-Mokra Niwa, Trębowiec-Krupów i Trębowiec Mały.
Pozostałe miejscowości podstawowe: Leśniczówka Bugaj, Leśniczówka Gadka, Leśniczówka Mirzec i Leśniczówka Tychów.
| Identyfikator SIMC | Nazwa miejscowości | Rodzaj miejscowości | Miejscowość sołecka |
| ------------------ | ------------------ | ------------------- | ------------------- |
| 0252865            | Leśniczówka Bugaj  | osada leśna         | nie                 |
| 0252871            | Leśniczówka Gadka  | osada leśna         | nie                 |
| 0252888            | Leśniczówka Mirzec | osada leśna         | nie                 |
| 0252894            | Leśniczówka Tychów | osada leśna         | nie                 |
| 0252552            | Gadka              | wieś                | tak                 |
| 0252641            | Jagodne            | wieś                | tak                 |
| 0252687            | Krzewa             | wieś                | nie                 |
| 0252730            | Małyszyn Dolny     | wieś                | nie                 |
| 0252718            | Małyszyn Górny     | wieś                | tak                 |
| 0252747            | Mirzec             | wieś                | tak                 |
| 0252919            | Osiny              | wieś                | tak                 |
| 0252925            | Osiny-Majorat      | wieś                | nie                 |
| 0252931            | Osiny-Mokra Niwa   | wieś                | nie                 |
| 0252948            | Ostrożanka         | wieś                | tak                 |
| 0253014            | Trębowiec Duży     | wieś                | tak                 |
| 0253020            | Trębowiec-Krupów   | wieś                | nie                 |
| 0253037            | Trębowiec Mały     | wieś                | nie                 |
| 0252902            | Tychów Nowy        | wieś                | tak                 |
| 0252983            | Tychów Stary       | wieś                | tak                 |

## Sąsiednie gminy
Brody, Iłża, Mirów, Skarżysko Kościelne, Wąchock, Wierzbica